# União das Freguesias de Merelim (São Pedro) e Frossos
Die União das Freguesias de Merelim (São Pedro) e Frossos ist eine portugiesische Gemeinde (Freguesia) im Kreis (Concelho) Braga, Distrikt Braga, im Nordwesten Portugals.

## Geschichte
Die Gemeinde entstand im Zuge der Gebietsreform vom 29. September 2013 durch die Zusammenlegung der ehemaligen Gemeinden São Pedro de Merelim und Frossos.
São Pedro de Merelim wurde Sitz der neuen Verwaltung.

## Demographie

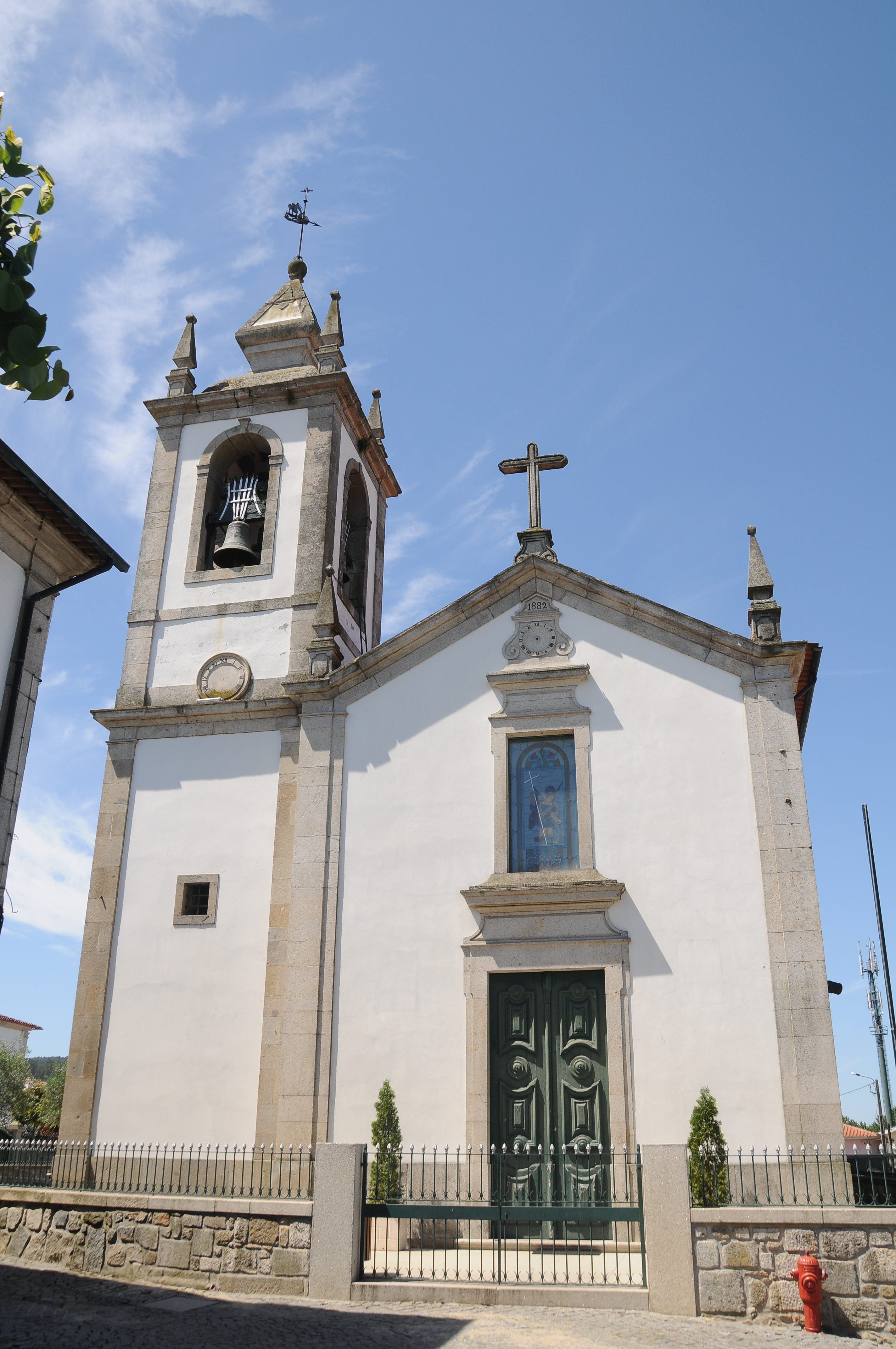
Pfarrkirche von Frossos

| Freguesia | Freguesia                     | Freguesia | Freguesia       | ehemalige Freguesias | ehemalige Freguesias | ehemalige Freguesias | ehemalige Freguesias |
| --------- | ----------------------------- | --------- | --------------- | -------------------- | -------------------- | -------------------- | -------------------- |
| Wappen    | Freguesia                     | Einwohner | Fläche in (km²) | Wappen               | Freguesia            | Einwohner            | Fläche in (km²)      |
|           | Merelim (São Pedro) e Frossos | 3845      | 3,15            |                      | São Pedro de Merelim | 1926                 | 1,85                 |
|           | Merelim (São Pedro) e Frossos | 3845      | 3,15            | Frossos              | 1802                 | 1,3                  |                      |